# ریکاردو مانیرو
ریکاردو مانیرو (انگلیسی: Riccardo Maniero؛ زادهٔ ۲۶ نوامبر ۱۹۸۷) بازیکن فوتبال اهل ایتالیا است.
از باشگاه‌هایی که در آن بازی کرده‌است می‌توان به باشگاه فوتبال آسکولی، باشگاه فوتبال یوونتوس، باشگاه فوتبال باری، باشگاه فوتبال کاتانیا، باشگاه فوتبال آ. ث. لومتزانه، باشگاه فوتبال دلفینو پسکارا، باشگاه فوتبال نووارا، باشگاه فوتبال اتلتیکو آرتزو، و باشگاه فوتبال ترنانا اشاره کرد.
وی همچنین در تیم ملی فوتبال زیر ۲۰ سال ایتالیا بازی کرده‌است.